# Sitara Atschiksai
Sitara Atschiksai (auch Sitara Achakzai genannt) (* um 1957 in Afghanistan; † 12. April 2009 in Kandahar) war eine deutsch-afghanische Politikerin und Frauenrechtlerin.
Sitara Atschiksai, eine ausgebildete Lehrerin, lebte seit den frühen 1980er Jahren mit ihrer Familie in Deutschland. In Bergisch Gladbach hatte sie sich mit ihrem Mann, einem  promovierten Chemiker und Universitätsdozenten, in einem Verein für Alphabetisierung, Berufsbildung und Infrastrukturaufbau in Südafghanistan engagiert. Mit dem gesammelten Geld wurden Schulen in Kandahar eröffnet und afghanische Familien unterstützt, um ihren Kindern einen Schulbesuch zu ermöglichen.
2001 kehrte sie mit ihrem Mann nach Afghanistan zurück und engagierte sich im Wiederaufbau des Landes, insbesondere für die Rechte der Frauen in Afghanistan. Sie war Provinzrätin und Abgeordnete im Regionalparlament in der Provinz Kandahar.
Achikzai wurde am 12. April 2009 von vier Männern auf Motorrädern vor ihrem Haus erschossen. Die radikalislamischen Taliban bekannten sich gegenüber der Nachrichtenagentur Agence France Presse (AFP) zu dem Mord an der Politikerin.